# 谷麻紗美
谷 麻紗美（たに あさみ、1987年5月29日 - ）は、日本のグラビアアイドル、タレント。大阪府出身。株式会社G.P.R所属。

## 略歴
かつては株式会社グルーヴエンターテイメントに所属していた。
2007年、『FLASH』（光文社）主催の2007ミスFLASHコンテストで、吉田ももと共に準グランプリを獲得。

## 人物
高校の頃は剣道部に所属していた。

## 出演

### テレビ

#### バラエティ
- 天使らんまん（MBS）
- おでかけ!（MBS）
- ごきげん!ブランニュ（ABC）
- 勝利の女神〜3rdSTAGE〜（千葉テレビ放送） - 過去レギュラー。
- 加藤夏希のトレンドアイズ（BS日テレ）
- ロンブーの怪傑!トリックスター（テレビ東京）
- 志村屋です（2008年11月19日） - ゲスト
- ビーバップ!ハイヒール（2009年7月2日） - ゲスト
- アリケン（2010年2月27日、テレビ東京） - ゲスト
- 夢情報〜夢野家の人々（2012年10月 - 、テレビ朝日）

#### ドラマ
- H-code〜愛しき賞金稼ぎ〜 ネビュラ役
- LOVE×3 滝川理彩役
- 撮らないで下さい!!グラビアアイドル裏物語第8話（2012年3月2日、テレビ東京[3]） - カナ 役

### インターネット配信
- おしゃべりやってまーす金曜日レギュラー バンブーチャンネル（K'z Station：2009年）

### 雑誌
- ヤングジャンプ
- ヤングアニマル
- ヤングチャンピオン
- UP to boy
- FLASH 表紙
- SPA!
- 週刊現代 表紙
- 週刊実話 表紙
- モトチャンプ 表紙
- CAR TOP 表紙
- 週刊プレイボーイ 表紙
- ビデオボーイ 表紙
- chuッスペシャル 表紙
- BX 表紙

### ラジオ
- バツラジ
- 試験にでるコント（日本史編）大型連休集中講座

### WEB
- ZAK THE QUEEN 2006

### 携帯サイト
- アイドルがイッパイ（アイパイ）

### 舞台
- ASSH 11th「白キ肌ノケモノ」（2009年11月14日 - 15日、笹塚ファクトリー）
- ザッパー熱風隊「トリリオンモンスター」（2011年1月22日、萬劇場） - 日替わりゲスト
- 横浜キッド・ブラザース「哀しみのキッチン3rd〜The final〜」（2011年7月15日 - 16日、渋谷RUIDO K2）

### 映画
- 「蘇生」（2015年劇場公開作品）

## リリース作品

### DVD
- First Time（2006年12月25日発売、英知出版）
- あーちゃん（2007年8月25日発売、Familys）
- あさみっくす（2008年1月11日発売、竹書房）
- 東京時変（2008年3月26日発売、メディア・クライス）
- ふたりぼっち（2008年7月20日発売、ラインコミュニケーションズ）
- あさみの気持ち100%（2009年3月25日発売、ゴマブックス）
- ずっと一緒だし（2010年2月20日発売、イーネット・フロンティア）
- た〜にんぐポイント（2010年5月25日発売、エアーコントロール）
- NEW KISS（2013年6月28日発売、スパイスビジュアル）
- たにいろ（2013年9月30日発売、BNS）
- 愛人 ラマン（2015年07月15日発売、Picoche）

### 写真集
- 東京時変（2007年12月7日、メディア・クライス、撮影：田村浩章） ISBN 978-4778803353